# Syntrichia sarconeurum
Syntrichia sarconeurum là một loài Rêu trong họ Pottiaceae. Loài này được (Hook. f. & Wilson) Ochyra & R.H. Zander mô tả khoa học đầu tiên năm 2007.